# Crudia subsimplicifolia
Crudia subsimplicifolia är en ärtväxtart som beskrevs av Elmer Drew Merrill. Crudia subsimplicifolia ingår i släktet Crudia, och familjen ärtväxter. Inga underarter finns listade i Catalogue of Life.